# 4月30日
4月30日（しがつさんじゅうにち）は、グレゴリオ暦で年始から120日目（閏年では121日目）にあたり、年末まではあと245日ある。4月の最終日である。

## できごと

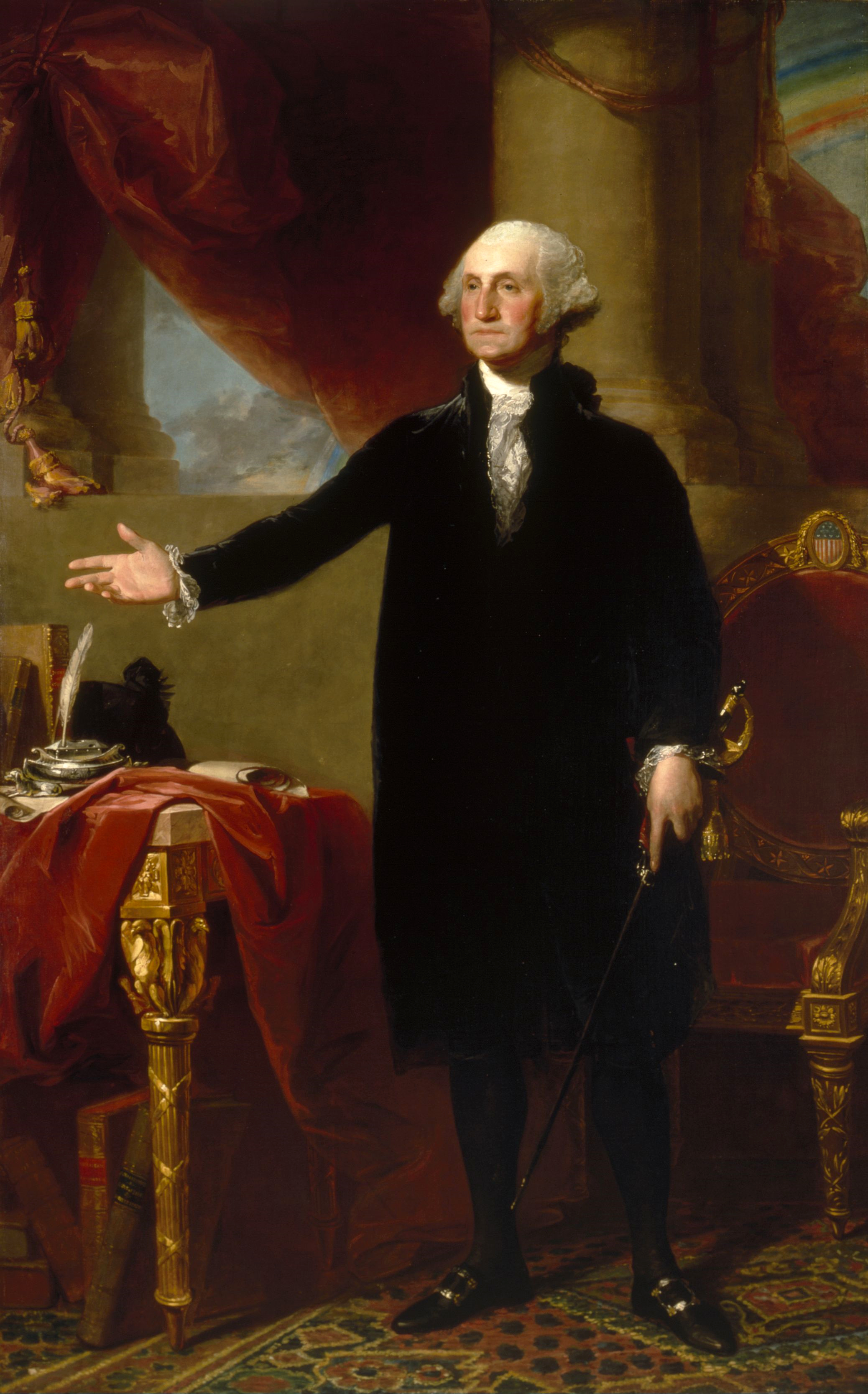
ジョージ・ワシントン、アメリカ合衆国初代大統領に選出(1789)

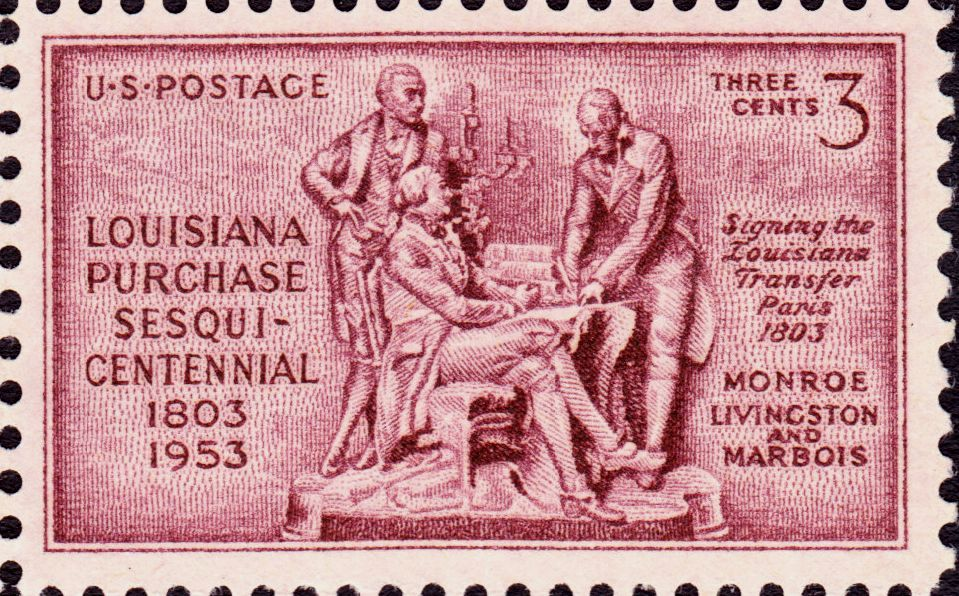
アメリカ合衆国、フランスからルイジアナを買収(1803)。画像は買収150周年記念切手

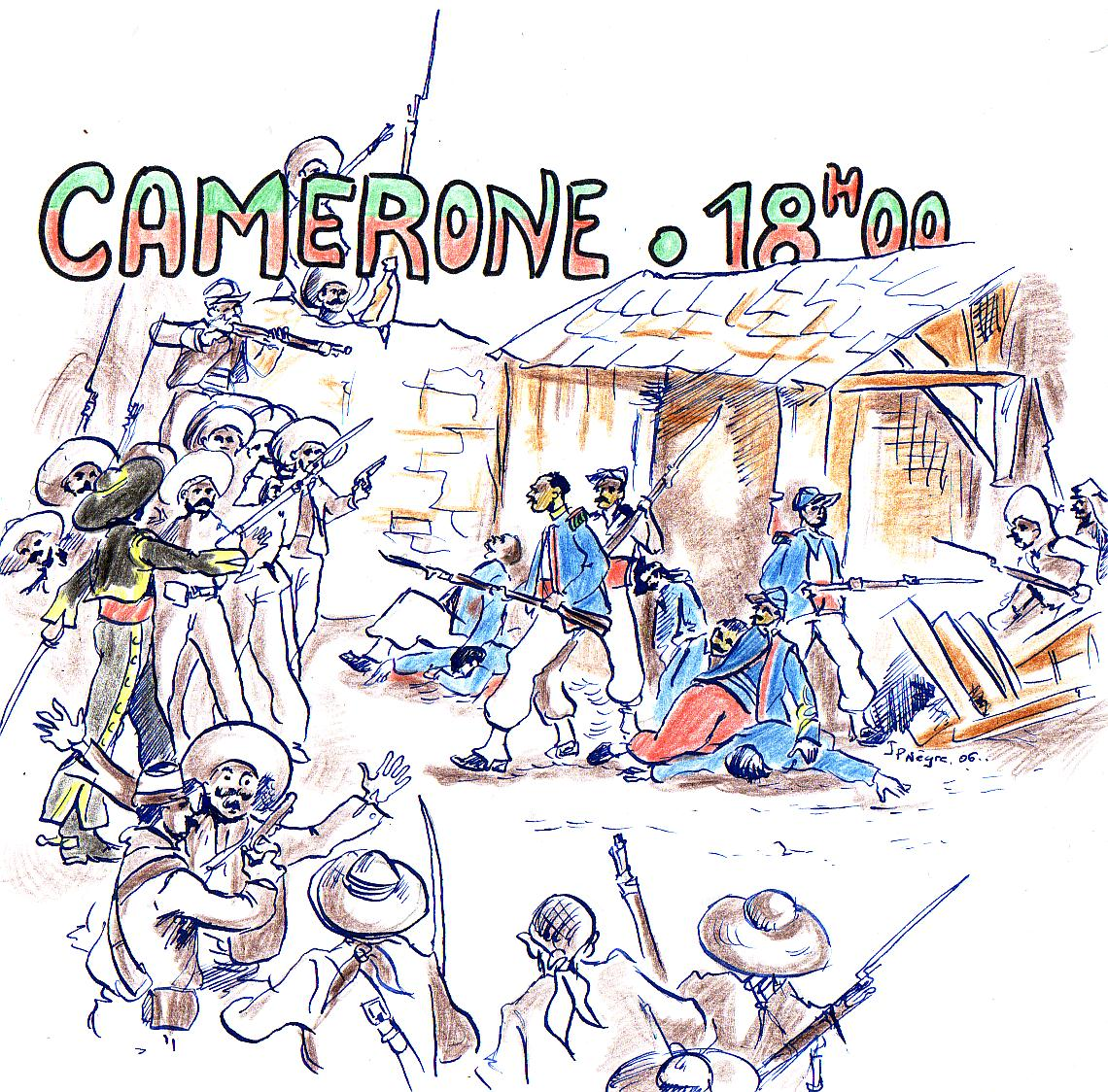
カマロンの戦い(1863)

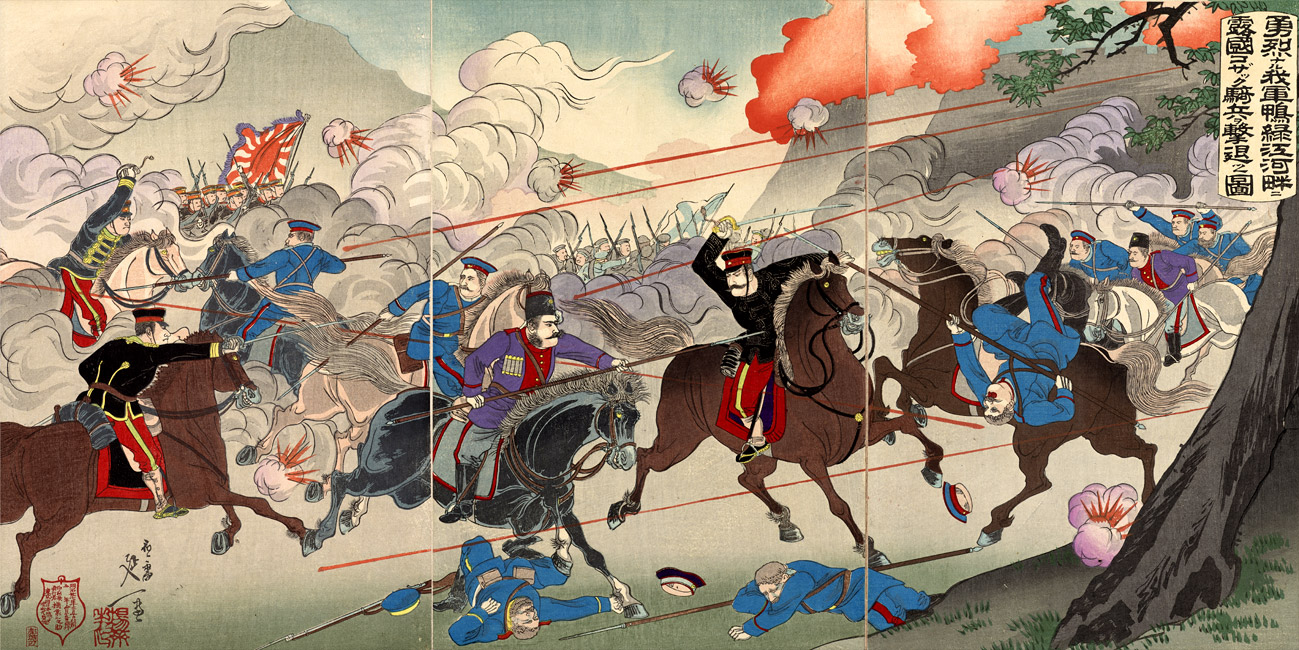
鴨緑江会戦(1904)

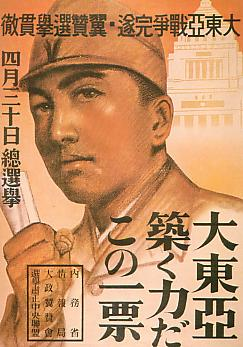
翼賛選挙(1942)の投票日

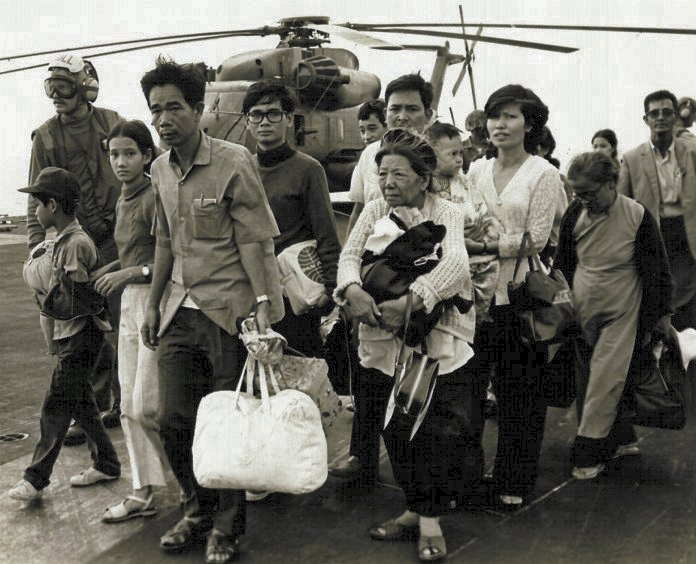
ベトナム戦争終結(1975)。画像はフリークエント・ウィンド作戦でサイゴンを脱出する南ベトナム住人。

- 313年 - ツィラルムの戦い（英語版）。ローマ皇帝リキニウスが、ローマ帝国の東側を分割統治していたマクシミヌス・ダイアを破る。
- 572年（敏達天皇元年4月3日） - 第30代天皇・敏達天皇が即位。
- 781年（天応元年4月3日） - 第50代天皇・桓武天皇が即位。
- 1006年 - 太陽と月以外で史上最も視等級が明るい天体である超新星SN 1006が観測される。
- 1483年 - この日から1503年7月23日まで冥王星が海王星の軌道の内側へ入りこむ。
- 1789年 - ジョージ・ワシントンが初代アメリカ合衆国大統領に就任。
- 1803年 - アメリカ合衆国がフランスからルイジアナを買収する。
- 1812年 - オーリンズ準州が州に昇格し、アメリカ合衆国18番目の州・ルイジアナ州になる。
- 1838年 - ニカラグアが中米連邦からの分離を宣言。
- 1863年 - メキシコ出兵・カマロンの戦い：物資輸送の護衛のフランス外人部隊をメキシコ軍が攻撃。フランス外人部隊は300万フランを文字通り死守。
- 1867年（慶応3年3月26日） - 江戸幕府がオランダに発注していた蒸気軍艦「開陽丸」が横浜に到着。
- 1888年 - 日本で黒田清隆が第2代内閣総理大臣に就任し、黒田内閣が発足。
- 1888年 - 日本で枢密院創設。伊藤博文が議長に就任。
- 1898年 - 函館近くの湯ノ川村に日本初の女子修道院・トラピスチヌ修道院が設立される。
- 1900年 - アメリカ合衆国でハワイ基本法施行。ハワイ準州自治政府を設置。
- 1900年 - 神戸の観艦式で初めて「軍艦マーチ」が演奏される。
- 1900年 - イリノイ・セントラル鉄道の特急列車追突事故で、最後までブレーキレバーを握っていた運転士ケイシー・ジョーンズが殉職。
- 1904年 - 日露戦争: 鴨緑江会戦が始まる。
- 1908年 - 日本海軍の巡洋艦「松島」が寄港地の馬公で爆沈、207名の死者を出す。
- 1914年 - 大阪電気軌道上本町 - 奈良間（現・近鉄奈良線）が開業。生駒トンネルで生駒山地を貫く。
- 1916年 - ドイツで、世界で初めて夏時間が実施される。
- 1918年 - 戦艦「日向」が就役。
- 1927年 - アメリカ合衆国初の女性用連邦刑務所・オルダーソン刑務所（英語版）がウェストバージニア州オルダーソン（英語版）に開所。
- 1937年 - 第20回衆議院議員総選挙。
- 1939年 - ニューヨーク・ヤンキースのルー・ゲーリッグが2,130試合連続出場記録を達成。
- 1939年 - ニューヨーク万国博覧会開幕。
- 1942年 - 第21回衆議院議員総選挙（翼賛選挙）。
- 1943年 - 第二次世界大戦: イギリス軍が対ドイツ軍諜報作戦「ミンスミート作戦」を実施。
- 1945年 - 前日結婚したアドルフ・ヒトラーとエヴァ・ブラウンが自殺。
- 1945年 - ヒトラーの「政治的遺言」によりドイツ大統領にカール・デーニッツ、首相にヨーゼフ・ゲッベルスがそれぞれ就任。
- 1946年 - 経済同友会の設立総会。
- 1947年 - 日本で国会法公布。
- 1947年 - アメリカ・コロラド川のボールダーダムが大統領ハーバート・フーヴァーにちなんでフーバーダムに改称。
- 1948年 - 南北アメリカの21か国がコロンビアの首都ボゴタで米州機構憲章に調印。
- 1950年 - 日本で「図書館法」公布。
- 1952年 - 辰野事件発生。長野県辰野町一帯の警察署、駐在所などがダイナマイトで襲撃を受ける。逮捕された者は、控訴審で証拠不十分として全員無罪[1]。
- 1957年 - 奴隷制度廃止補足条約が発効する。
- 1959年 - 高宮行男が予備校の不二学院・文理予備校を代々木ゼミナールに改称。
- 1960年 - ソニーが世界初のトランジスタテレビを発売[2]。
- 1970年 - カンボジア内戦：クーデターを起こしたロン・ノルの支援のため、アメリカ軍と南ベトナムがカンボジアに侵攻。
- 1975年 - サイゴン陥落。ベトナム戦争が終結。南ベトナムの首都サイゴンに南ベトナム解放民族戦線が突入、ズオン・バン・ミン大統領が無条件降伏を発表。
- 1975年 - 薬局距離制限事件で、2例目の最高裁による違憲判決。
- 1980年 - オランダでベアトリクス女王が即位。
- 1980年 - イギリスでイラン大使館占拠事件発生。
- 1982年 - 国連海洋法会議で「海洋法に関する国際連合条約」（国連海洋法条約）を採択。領海12海里以内が確立。
- 1988年 - ブリスベン国際レジャー博覧会が開幕。10月30日まで。
- 1989年 - JR北海道の名寄本線と天北線がこの日限りで廃止。
- 1994年 - ローランド・ラッツェンバーガーがF1サンマリノグランプリ予選で事故死。
- 1995年 - 日本産トキの最後の雄・ミドリが死去。
- 1995年 - ビル・クリントン米大統領が、現職米大統領として初の北アイルランド訪問。
- 1999年 - カンボジアが東南アジア諸国連合 (ASEAN) に加盟。
- 2010年 - WBC世界バンタム級王者の長谷川穂積が11度目の防衛に失敗[3]。
- 2013年 - オランダでベアトリクス女王が退位し、アレクサンダー国王が即位[4]。
- 2019年 - 明仁から徳仁への皇位継承 - 天皇の退位等に関する皇室典範特例法が施行。第125代天皇明仁が退位し、平成の終焉[5][6]。天皇の退位は一世一元となった明治以降初めてであった。同日午後5時より、天皇明仁の退位の儀式「退位礼正殿の儀」が国事行為として行われた。

## 誕生日

### 人物

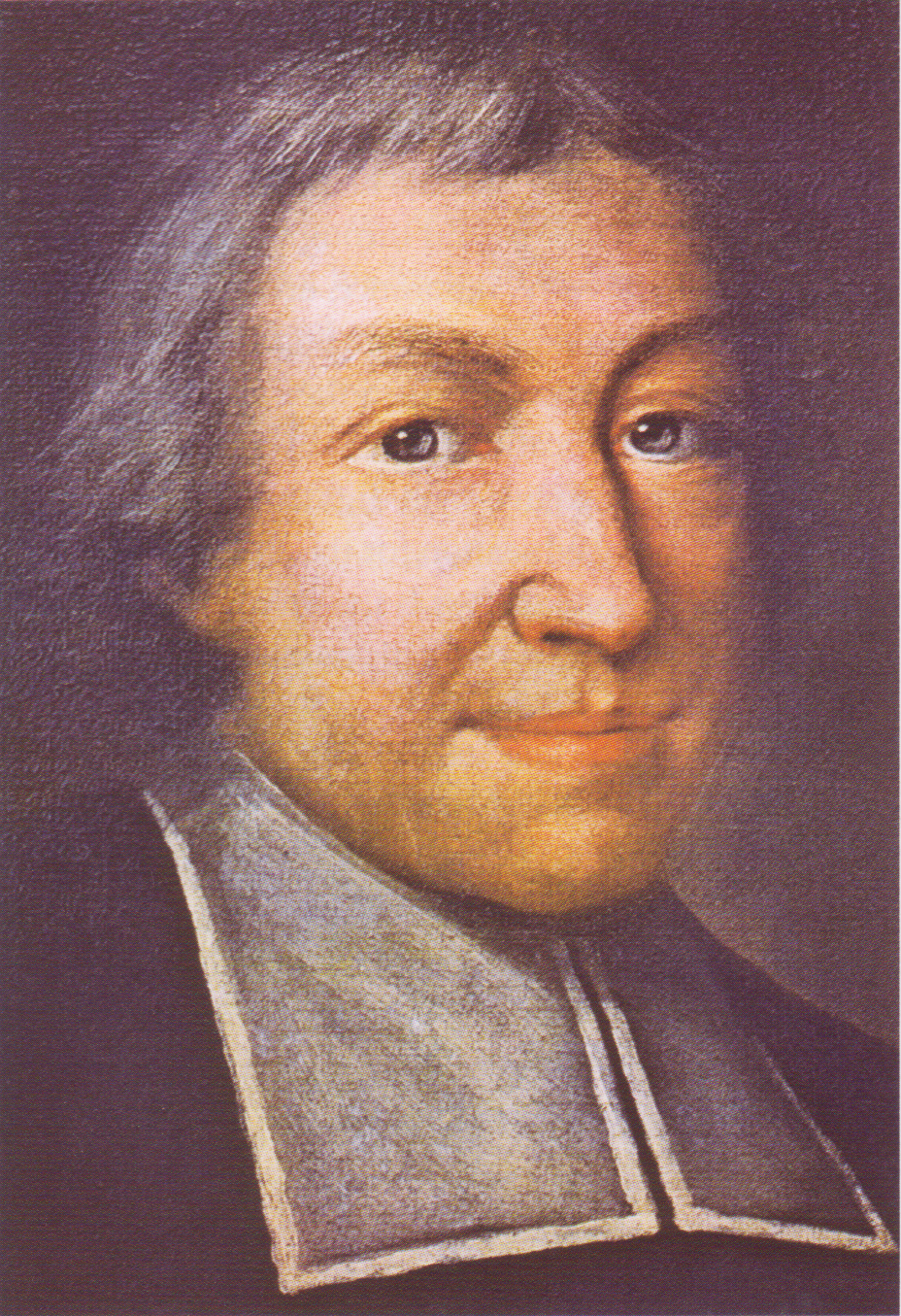
「近代教育の先駆者」、ジャン＝バティスト・ド・ラ・サール(1651-1719)誕生。

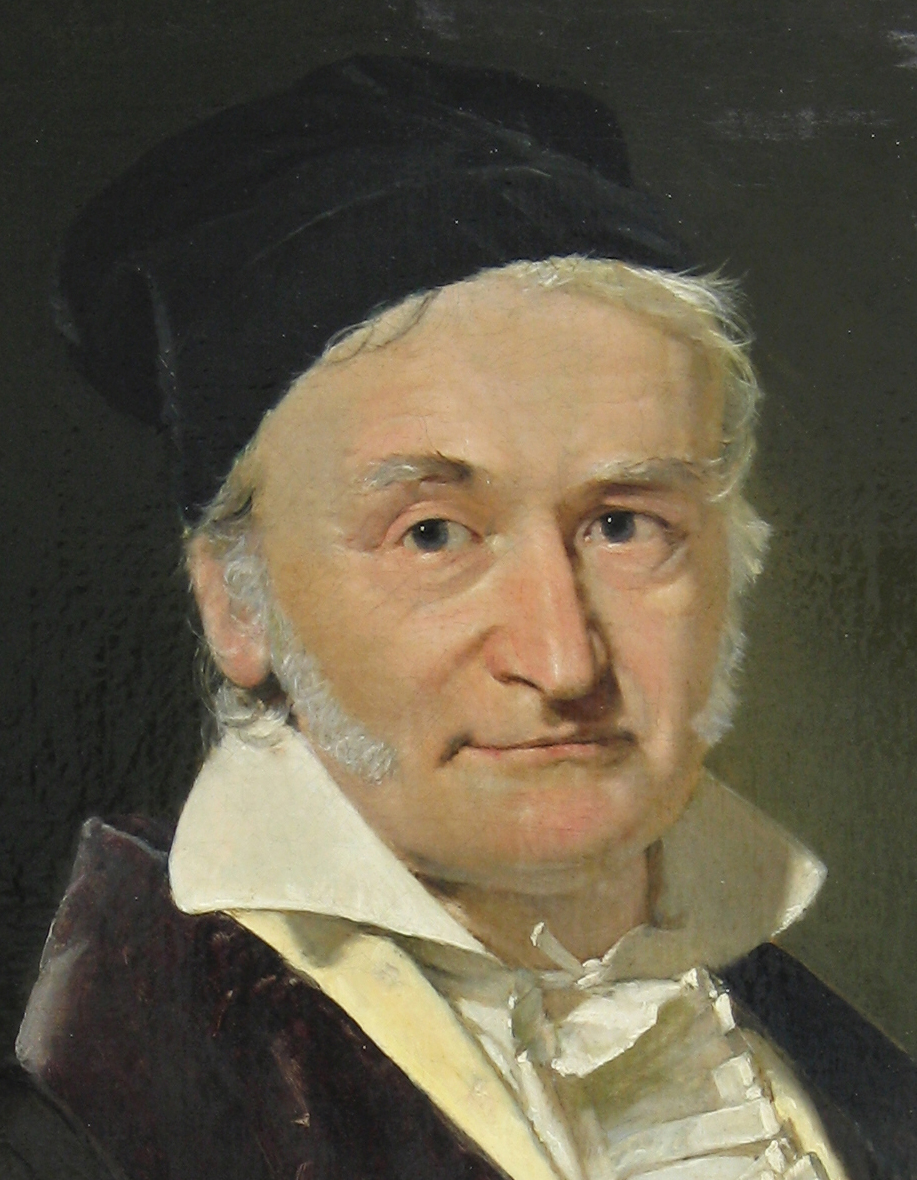
数学者カール・フリードリヒ・ガウス(1777-1855)誕生。

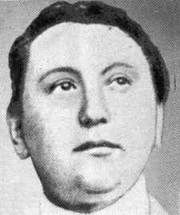
風刺作家、ヤロスラフ・ハシェク(1883-1923)誕生。

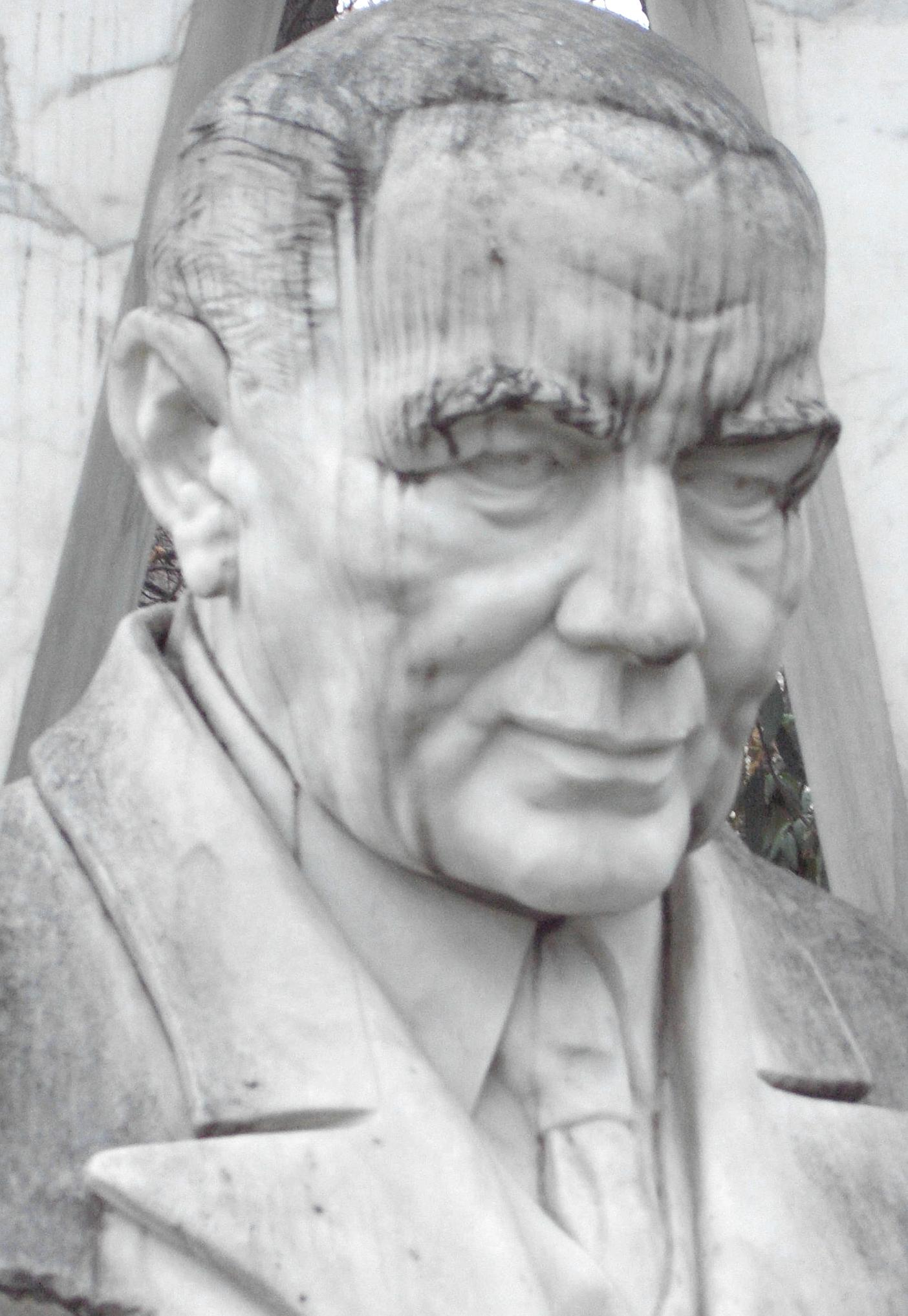
作曲家フランツ・レハール(1870-1948誕生)。代表作オペレッタ『メリー・ウィドウ』(1905)

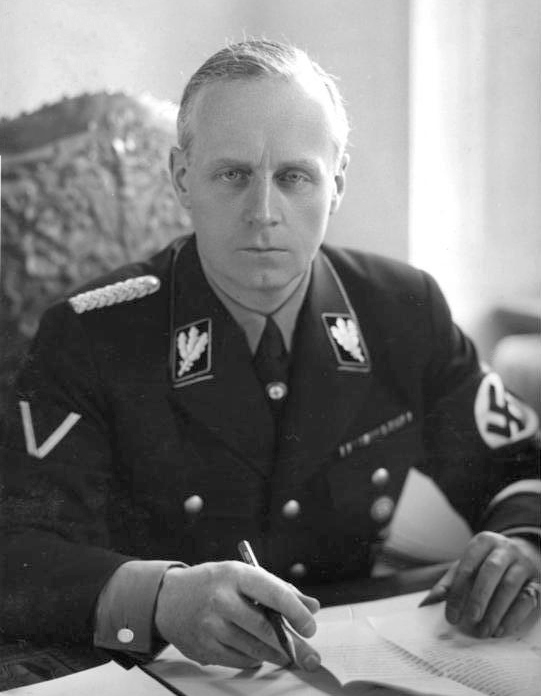
ヒトラー内閣の外務大臣、ヨアヒム・フォン・リッベントロップ(1893-1946)誕生。

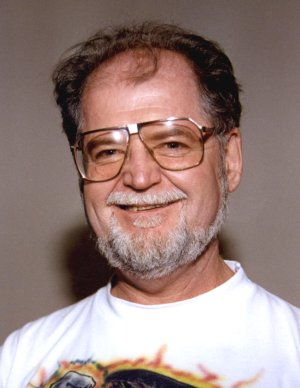
ハードSF作家、ラリー・ニーヴン(1938-)誕生。代表作『リングワールド』(1970)

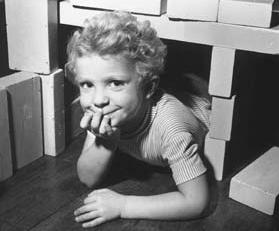
スウェーデン国王、カール16世グスタフ(1946-)誕生。

- 1310年 - カジミェシュ3世、ポーランド王（+ 1370年）
- 1504年 - フランチェスコ・プリマティッチオ、画家、彫刻家、建築家（+ 1570年）
- 1553年 - ルイーズ・ド・ロレーヌ＝ヴォーデモン、フランス王妃（+ 1601年）
- 1651年 - ジャン＝バティスト・ド・ラ・サール、宗教家、教育者（+ 1719年）
- 1662年 - メアリー2世、イングランド女王（+ 1694年）
- 1723年 - マチュラン・ジャック・ブリソン、鳥類学者（+ 1806年）
- 1769年 - 初代ウェリントン公爵アーサー・ウェルズリー、軍人、政治家（+ 1852年）
- 1777年 - カール・フリードリヒ・ガウス、数学者、天文学者、物理学者（+ 1855年）
- 1803年 - アルブレヒト・フォン・ローン、軍人、政治家（+ 1879年）
- 1810年（文化元年3月27日） - 牧野節成、田辺藩主（+ 1861年）
- 1812年 - カスパー・ハウザー、長年牢獄に閉じ込められていた少年（+ 1833年）
- 1825年 - 第3代エクセター侯爵ウィリアム・セシル、貴族、政治家（+ 1895年）
- 1834年 - ジョン・ラボック、銀行家、政治家、生物学者、考古学者（+ 1913年）
- 1839年（天保10年3月17日） - 月岡芳年、浮世絵師（+ 1892年）
- 1851年（嘉永4年3月29日） - 米津政敏、長瀞藩主（+ 1895年）
- 1850年 - チャーレイ・ジョーンズ、元プロ野球選手（+ 没年不詳）
- 1851年（嘉永2年4月8日） - 黒田直養、久留里藩主（+ 1919年）
- 1857年 - オイゲン・ブロイラー、精神科医（+ 1939年）
- 1869年 - フィリップ・ド・ラースロー、画家（+ 1937年）
- 1869年 - ハンス・ペルツィヒ、建築家（+ 1936年）
- 1870年 - フランツ・レハール、作曲家（+ 1948年）
- 1883年 - ヤロスラフ・ハシェク、小説家（+ 1923年）
- 1885年 - ルイージ・ルッソロ、画家、作曲家（+ 1947年）
- 1888年 - デビッド・ジェイコブズ、陸上競技選手（+ 1976年）
- 1893年 - ヨアヒム・フォン・リッベントロップ、ナチス・ドイツ外務相（+ 1946年）
- 1900年 - 野呂栄太郎、経済学者、日本共産党指導者（+ 1934年）
- 1901年 - 有田喜一、政治家（+ 1986年）
- 1901年 - サイモン・クズネッツ、経済学者、統計学者（+ 1985年）
- 1902年 - セオドア・シュルツ、経済学者（+ 1998年）
- 1903年 - 川喜多長政、映画輸入業者、映画プロデューサー（+ 1981年）
- 1904年 - 任弼時、政治家（+ 1950年）
- 1904年 - 大山定一、ドイツ文学者（+ 1974年）
- 1905年 - 加藤常太郎、政治家（+ 1990年）
- 1909年 - ユリアナ、オランダ女王（+ 2004年）
- 1916年 - クロード・シャノン、数学者、電気工学者（+ 2001年）
- 1916年 - ロバート・ショウ、指揮者（+ 1999年）
- 1916年 - 昆布猛、実業家、元三楽オーシャン社長（+ 2001年）
- 1923年 - 鏡里喜代治、元大相撲力士、第42代横綱（+ 2004年）
- 1923年 - 小畑実、歌手（+ 1979年）
- 1923年 - パーシー・ヒース、ジャズミュージシャン（+ 2005年）
- 1926年 - クロリス・リーチマン、女優（+ 2021年）
- 1926年 - ミスハワイ、漫才師（+ 1998年）
- 1926年 - 河野多惠子、小説家（+ 2015年）
- 1927年 - 綿貫民輔、政治家、初代国民新党代表
- 1930年 - 戸浦六宏、俳優（+ 1993年）
- 1930年 - 大原健士郎、精神医学者（+ 2010年）
- 1930年 - 高橋英夫、文芸評論家（+ 2019年）
- 1930年 - フェリックス・ガタリ、思想家、精神分析家（+ 1992年）
- 1933年 - ウィリー・ネルソン、カントリーミュージシャン
- 1936年 - 亀井善之、政治家（+ 2006年）
- 1938年 - ラリー・ニーヴン、SF作家
- 1940年 - ツルネン・マルテイ、政治家
- 1941年 - 織田光正、元プロ野球選手
- 1942年 - 荒川巌、元プロ野球選手
- 1943年 - フレデリック・チルバ、政治家、第2代ザンビア共和国大統領（+ 2011年）
- 1944年 - ジル・クレイバーグ、女優（+ 2010年）
- 1945年 - 岡元勝幸、元プロ野球選手
- 1946年 - カール16世グスタフ、スウェーデン国王
- 1947年 - 喜瀬浩、フリーアナウンサー
- 1948年 - ロバート・タージャン、計算機科学者
- 1949年 - 杉本真人、作曲家
- 1949年 - アントニオ・グテーレス、政治家
- 1949年 - フィル・ガーナー、元プロ野球選手
- 1952年 - 勝亦治、元プロ野球選手
- 1953年 - Mr.オクレ、タレント
- 1953年 - ティボル・クランパ、卓球選手
- 1953年 - 新谷祐二、元プロ野球選手
- 1953年 - 吉武正成、元プロ野球選手
- 1954年 - ジェーン・カンピオン、映画監督
- 1954年 - 釘谷肇、元プロ野球選手
- 1956年 - セルゲイ・シャフライ、政治家
- 1956年 - ラース・フォン・トリアー、映画監督
- 1957年 - 日向薫、女優
- 1958年 - 沼澤茂美、天体写真家、天文イラストレーター
- 1958年 - 山村勝彦、元プロ野球選手
- 1958年 - 畦元将吾、政治家
- 1959年 - 久美沙織、小説家
- 1959年 - 沖直未、女優
- 1959年 - 杉田敦、政治学者
- 1959年 - スティーブン・ハーパー、政治家、カナダ首相
- 1960年 - 村越真、認知心理学者、オリエンテーリング選手
- 1961年 - アイザイア・トーマス、元バスケットボール選手
- 1961年 - 池田文春、漫画家
- 1961年 - トーマス・シャーフ、元サッカー選手、指導者
- 1962年 - 清田益章、超能力者
- 1962年 - 前原誠司、政治家
- 1962年 - 山下正人、ボクシングトレーナー、警察官
- 1964年 - 手塚るみ子、プランニングプロデューサー
- 1964年 - 渡辺美佐、声優
- 1965年 - 佐野康夫、ドラム奏者
- 1965年 - エイドリアン・パスダー、俳優
- 1967年 - 井上彩名、女優
- 1968年 - 佐野慈紀、元プロ野球選手
- 1968年 - 川邉忠義、元プロ野球選手
- 1968年 - 山田博一、元プロ野球選手
- 1969年 - 上田浩明、元プロ野球選手
- 1969年 - 金田政彦、元プロ野球選手
- 1969年 - 城友博、元プロ野球選手
- 1969年 - 木下智彦、政治家
- 1971年 - 北原泰二、元プロ野球選手
- 1971年 - 金子哲雄、流通ジャーナリスト（+ 2012年）
- 1971年 - ジョン・ボイン、小説家
- 1971年 - ダレン・エマーソン、ミュージシャン、DJ
- 1972年 - 川村丈夫、元プロ野球選手
- 1972年 - 常盤貴子、女優
- 1972年 - 村野日南、フリーアナウンサー
- 1972年 - 内之倉隆志、元プロ野球選手
- 1972年 - 森島寛晃、元サッカー選手、指導者
- 1973年 - ジェフ・ティモンズ、ミュージシャン（ナインティーエイト・ディグリーズ）
- 1974年 - 富澤たけし、お笑いタレント（サンドウィッチマン）
- 1975年 - トミ・ヨーツセン、ミュージシャン
- 1975年 - 高見澤考史、元プロ野球選手
- 1977年 - 江尻慎太郎、元プロ野球選手
- 1978年 - 神田大介、元プロ野球選手
- 1978年 - シモーネ・バローネ、元サッカー選手、指導者
- 1979年 - 鈴木芳彦、アナウンサー
- 1979年 - ヘラルド・トラード、元サッカー選手
- 1980年 - EXILE ATSUSHI、ミュージシャン（EXILE）
- 1980年 - ヴィレ・フリマン、ミュージシャン（インソムニウム）
- 1980年 - 草刈愛美、ミュージシャン（サカナクション）
- 1980年 - navi、ミュージシャン（GRe4N BOYZ）、歯科医師
- 1981年 - 植山幸亮、元野球選手
- 1981年 - 生沼知裕、ラグビーユニオン選手
- 1981年 - ジョン・オシェイ、元サッカー選手
- 1981年 - クナル・ネイヤー、コメディアン
- 1982年 - キルスティン・ダンスト、女優
- 1982年 - ロイド・バンクス、ラッパー
- 1982年 - 宮下ともみ、女優
- 1982年 - スティーブ・ハモンド、元プロ野球選手
- 1983年 - 上西小百合、政治家、元衆議院議員
- 1983年 - 虎谷温子、アナウンサー
- 1983年 - 小斉祐輔、元プロ野球選手
- 1984年 - 淵上泰史、俳優
- 1984年 - 三浦祐太朗、シンガーソングライター
- 1985年 - 希善龍貴司、元大相撲力士
- 1985年 - ガル・ガドット モデル、女優
- 1986年 - タイナカ彩智、シンガーソングライター
- 1986年 - 中村昌也、俳優（元D-BOYS）
- 1986年 - 山本浩之、元陸上選手、指導者
- 1987年 - 大嶋和也、レーシングドライバー
- 1987年 - 山本綾、声優
- 1988年 - 渡部みずき、女優
- 1988年 - 佐野克彦、元サッカー選手
- 1988年 - ライアン・オルーク、元プロ野球選手
- 1988年 - アナ・デ・アルマス、女優
- 1989年 - 鎌倉涼、競艇選手
- 1989年 - フィル・クレイン、元プロ野球選手
- 1989年 - 清水航平、サッカー選手
- 1989年 - ウヨン、アイドル（2PM）
- 1990年 - 近田怜王、元プロ野球選手
- 1990年 - 柳英里紗、女優
- 1990年 - 比嘉厚平、元サッカー選手
- 1990年 - 豊島将之、将棋棋士
- 1991年 - 仙石みなみ、アイドル（元アップアップガールズ（仮））
- 1991年 - 生田輝、女優、声優
- 1991年 - ニコラス・ロドリゲス、セーリング選手
- 1992年 - 佐藤聖羅、グラビアアイドル、女優（元SKE48）
- 1992年 - 寺久保エレナ、ジャズミュージシャン
- 1992年 - 堀元見、著述家、ユーチューバー
- 1993年 - 石崎直、元俳優
- 1993年 - 髙橋洸、元プロ野球選手
- 1994年 - 宮平佳奈、ファッションモデル、タレント
- 1994年 - カチャリナ・パハモヴィチ、フィギュアスケート選手
- 1994年 - 中道勝士、元プロ野球選手
- 1995年 - 渡邉諒、プロ野球選手
- 1997年 - 玉川来夢、タレント（元アイドリング!!!29号）
- 1998年 - 石見舞菜香、声優
- 2000年 - 樋渡結依、アイドル（元AKB48）
- 2001年 - 西元めいさ、AV女優、アイドル
- 2002年 - 佐月愛果、アイドル（元NMB48）
- 2003年 - 松木玖生、サッカー選手
- 2003年 - 小森航大郎、プロ野球選手
- 2004年 - 米村姫良々、アイドル（OCHA NORMA）
- 生年不詳 - 狩姦、ギタリスト（陰陽座）
- 生年不詳 - うかみ、漫画家
- 生年不詳 - 安藤みどり、声優
- 生年不詳 - 篠原侑、声優

### 人物以外（動物など）
- 2000年 - アドマイヤグルーヴ、競走馬、繁殖牝馬（+ 2012年）
- 2006年 - セイウンワンダー、競走馬、乗馬
- 2021年 - シンエンペラー、競走馬

## 忌日

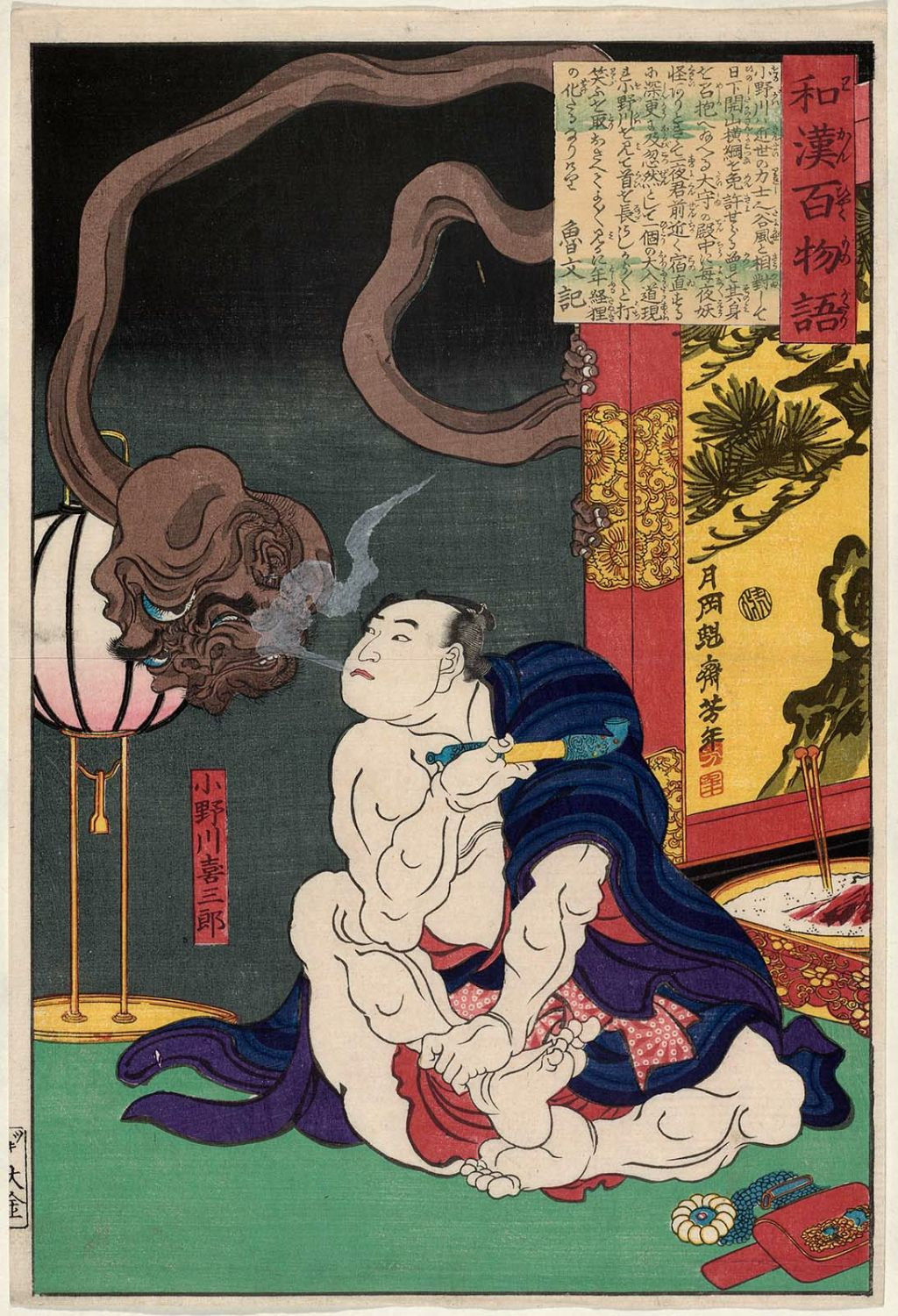
第5代横綱、小野川喜三郎(1758-1806)没。画像は月岡芳年画(1865)

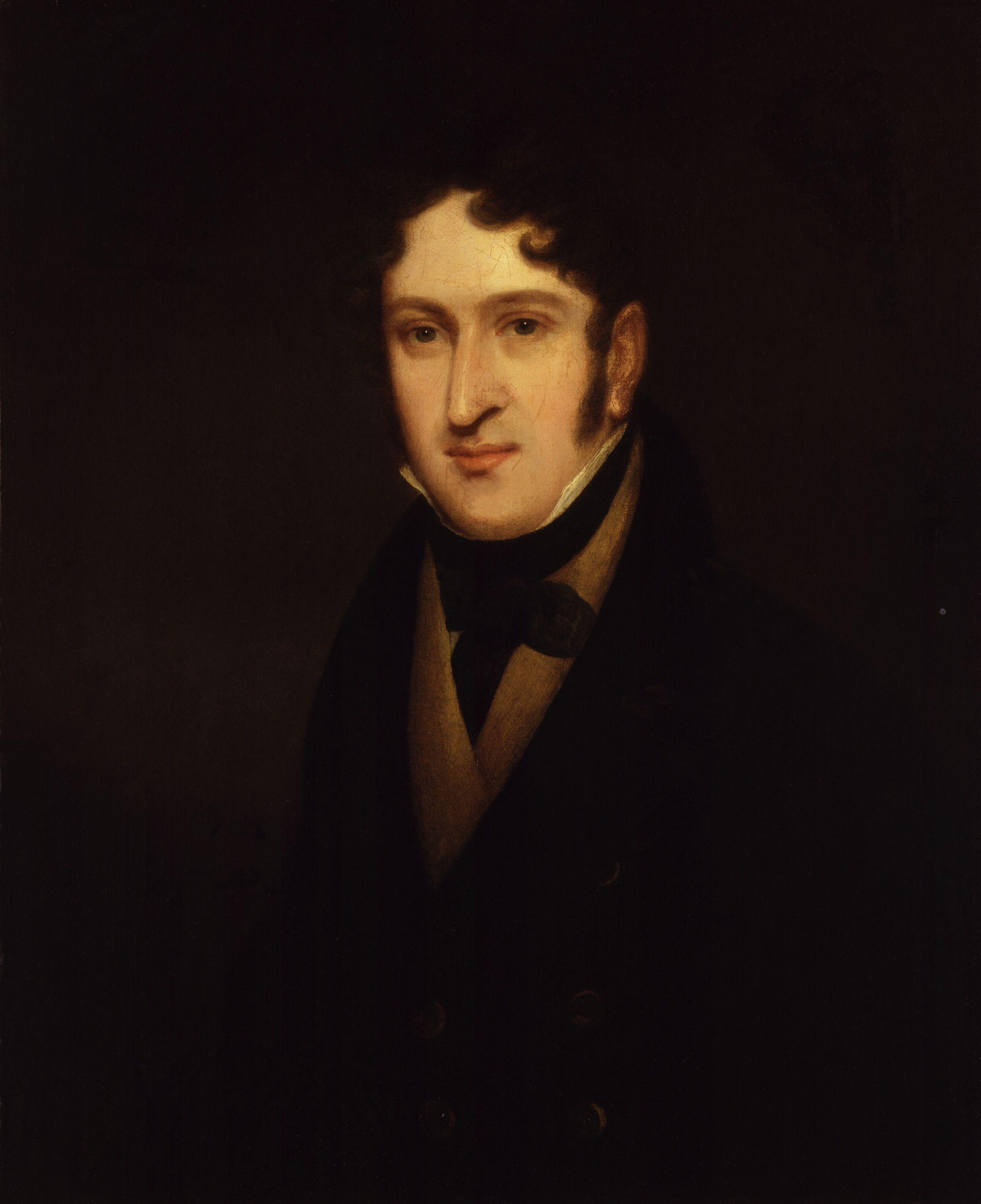
作曲者ヘンリー・ローリー・ビショップ(1786-1855)、没。

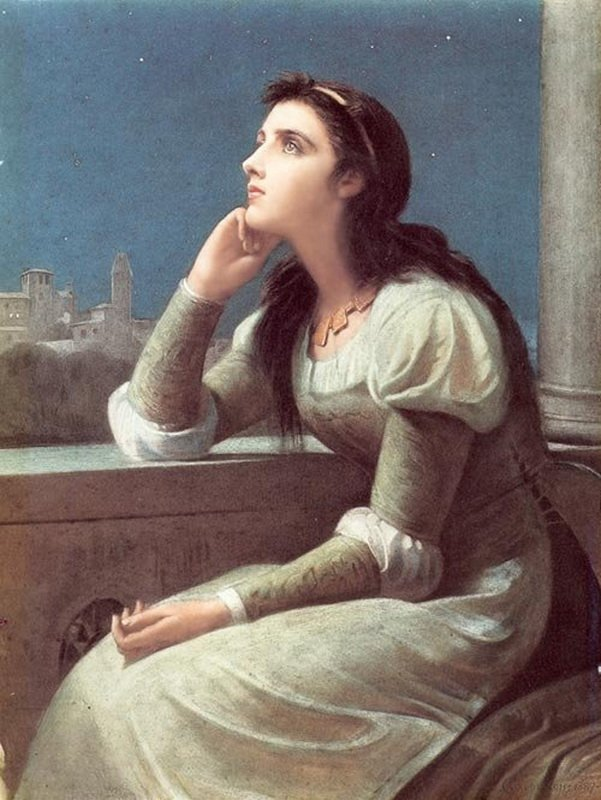
画家フィリップ・ハモジェニーズ・コールドロン(1833-1898)没。画像は『ジュリエット』(1896)

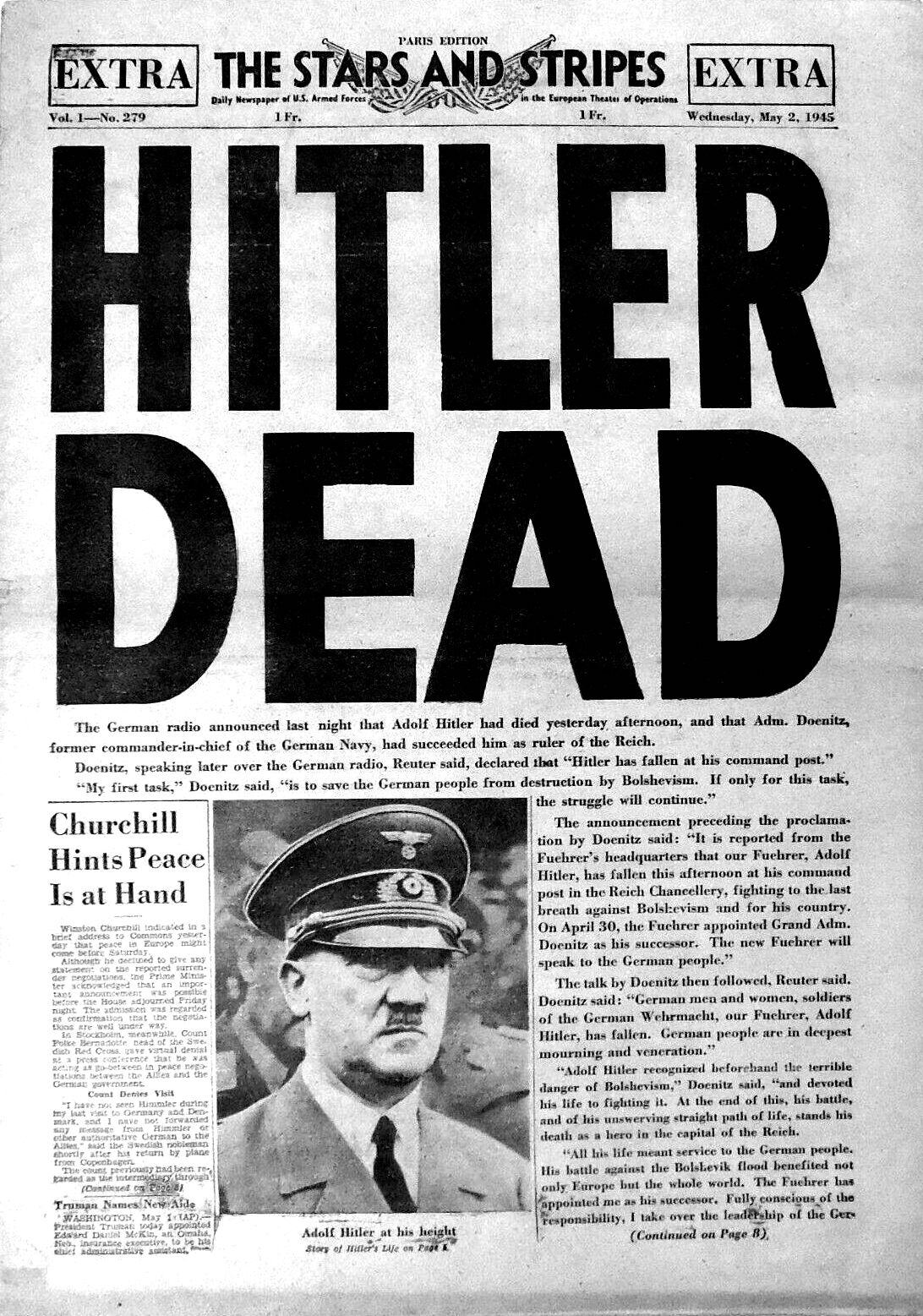
アドルフ・ヒトラー自殺(1945)。

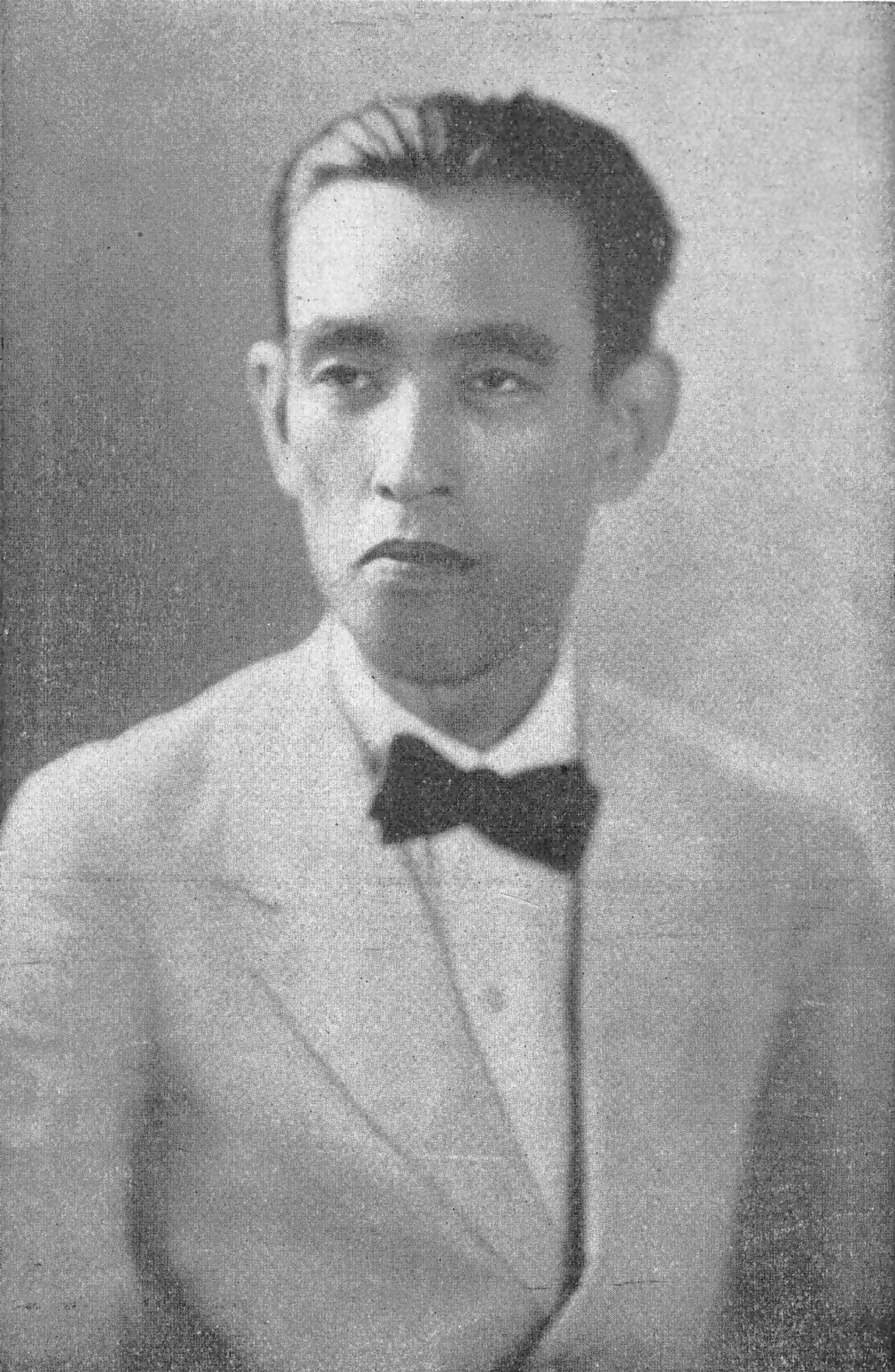
作家永井荷風(1879-1959)没。

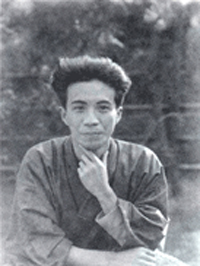
作家大佛次郎(1897-1973)没。

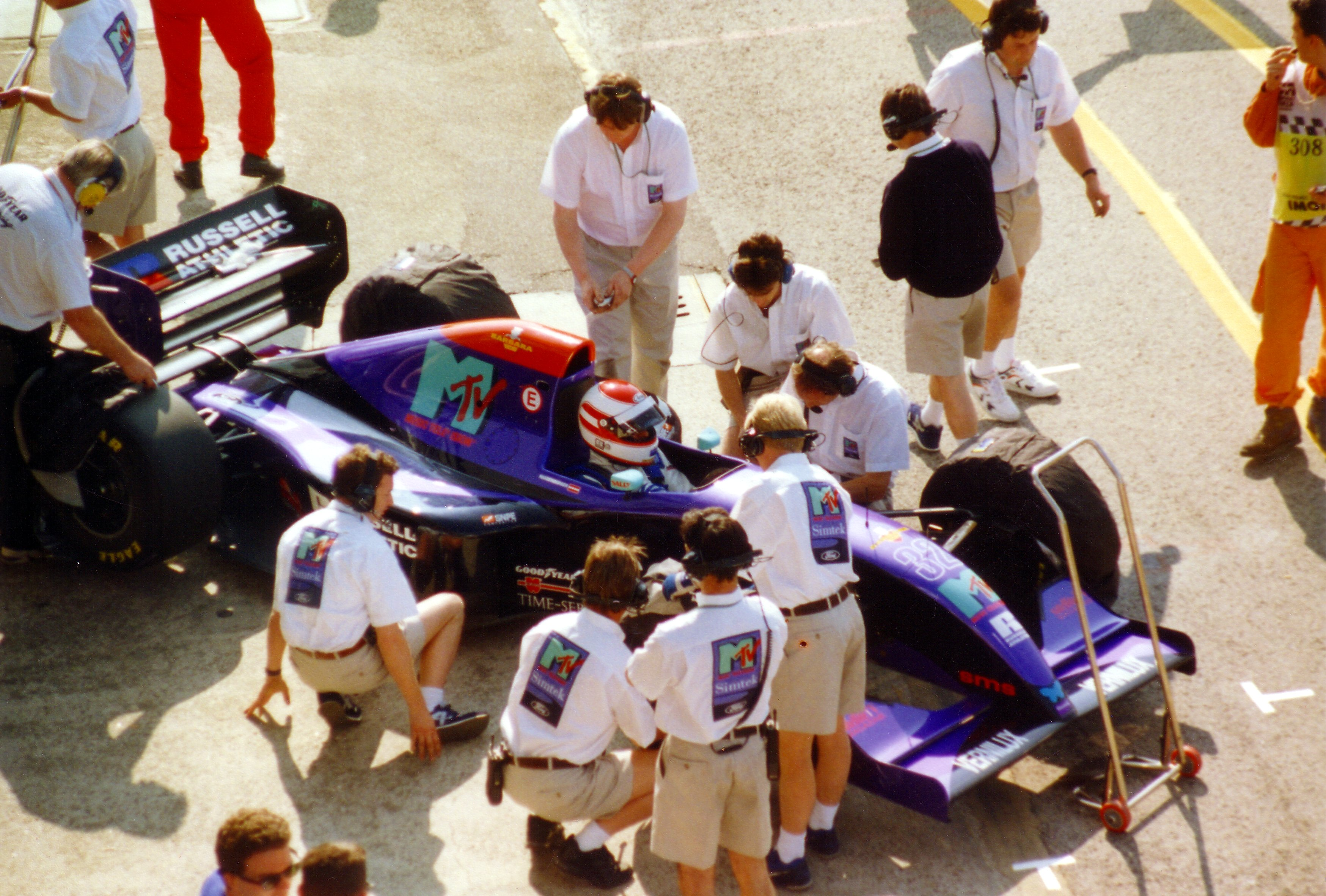
F1ドライバー、ローランド・ラッツェンバーガー(1960-1994)事故死。

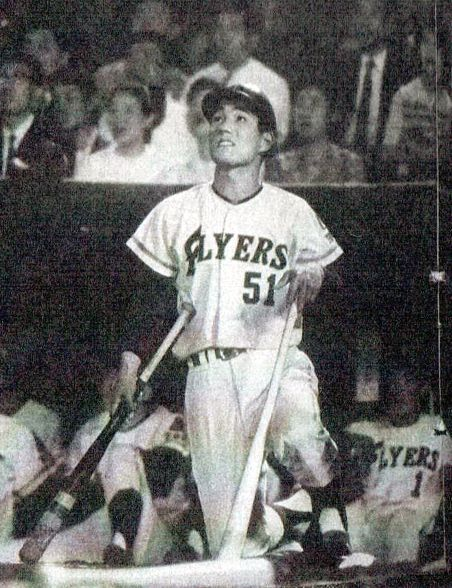
プロ野球選手大杉勝男(1945-1992)、肝臓ガンのため没。

### 人物
- 1383年（弘和3年/永徳3年3月27日） - 懐良親王、皇族（* 1329年）
- 1481年（文明13年4月2日） - 一条兼良、公卿、歌人（* 1402年）
- 1544年 - トーマス・オードリー（英語版）、イングランドの大法官
- 1548年（天文17年3月22日） - 朝倉孝景、戦国時代の大名（戦国大名）（* 1493年）
- 1645年（正保2年4月5日） - 前田光高、加賀藩第4代藩主（* 1615年）
- 1655年 - ウスタシュ・ル・シュウール（Eustache Le Sueur）、画家（* 1617年）
- 1701年 - 丹羽光重、白河藩第２代藩主、二本松藩第4代藩主（* 1622年）
- 1755年 - ジャン＝バティスト・ウードリー、画家（* 1686年）
- 1792年 - ジョン・モンタギュー、貴族、政治家、元海軍大臣（* 1718年）
- 1795年 - ジャン＝ジャック・バルテルミ、考古学者、貨幣学者、作家（* 1716年）
- 1806年（文化3年3月12日） - 小野川喜三郎、第5代横綱（* 1758年）
- 1827年（文政10年4月5日） - 高田屋嘉兵衛、廻船業者（* 1769年）
- 1855年 - ヘンリー・ローリー・ビショップ、作曲家（* 1786年）
- 1865年 - ロバート・フィッツロイ、軍人（* 1805年）
- 1865年 - クリスティアン・ベルクマン、医師、解剖学者、生物学者、ベルクマンの法則提唱者（* 1814年）
- 1875年 - ジャン＝フレデリック・ワルデック、古物研究家、地図学者、芸術家、探検家（* 1766年）
- 1876年 - アントワーヌ・バラール、化学者（* 1802年）
- 1879年 - サラ・ジョセファ・ヘイル、詩人、小説家、編集者（* 1788年）
- 1883年 - エドゥアール・マネ、画家（* 1832年）
- 1885年 - イエンス・ペーター・ヤコブセン、詩人、小説家（* 1847年）
- 1898年 - フィリップ・ハモジェニーズ・コールドロン、画家（* 1833年）
- 1899年 - ヘンリー・サマセット（第8代ボーフォート公）、貴族、軍人、政治家、バドミントンの創始者（* 1824年）
- 1907年 - チャールズ・ハワード・ヒントン、数学者（* 1853年）
- 1922年 - 荘田平五郎、実業家、教育者、元三菱合資会社理事長・日本郵船社長・東京海上火災保険会社会長、元三菱商業学校（明治義塾）校長（* 1847年）
- 1927年 - 清水金太郎、声楽家、バリトン歌手（* 1889年）
- 1933年 - アンナ・ド・ノアイユ、小説家（* 1876年）
- 1934年 - ウィリアム・H・ウェルチ、医師、病理学者、ブルームバーグ公衆衛生大学院創設者（* 1850年）
- 1936年 - アルフレッド・エドワード・ハウスマン、詩人、批評家（* 1859年）
- 1943年 - オットー・イェスペルセン、言語学者（* 1860年）
- 1944年 - ポール・ポワレ、ファッションデザイナー（* 1879年）
- 1945年 - 吉武東里、建築家（* 1886年）
- 1945年 - アドルフ・ヒトラー、ナチス・ドイツ総統（* 1889年）
- 1945年 - エヴァ・ブラウン、ヒトラー夫人（* 1912年）
- 1947年 - イングバル・ブリン、フィギュアスケート選手（* 1881年）
- 1954年 - 阿子島俊治、ジャーナリスト、政治家（* 1902年）
- 1956年 - 宇垣一成、陸軍大将、政治家、第12代拓務大臣、第50代外務大臣、第6 朝鮮総督、 第17・19代陸軍大臣（* 1868年）
- 1956年 - アルバン・W・バークリー、第35代アメリカ合衆国副大統領（* 1877年）
- 1957年 - キャスリーン・アトキンソン、テニス選手（* 1875年）
- 1959年 - 永井荷風、小説家（* 1879年）
- 1961年 - 朝潮太郎 (2代)、大相撲力士（* 1879年）
- 1965年 - ヘレン・チャンドラー、女優（* 1906年）
- 1971年 - アルビン・ステンロース、マラソン選手、1924年パリオ五輪金メダリスト（* 1889年）
- 1973年 - 竹田儀一、弁護士、実業家、政治家、元神鋼商事社長、第16代厚生大臣（* 1894年）
- 1973年 - 大佛次郎、小説家（* 1897年）
- 1974年 - アグネス・ムーアヘッド、女優（* 1900年）
- 1981年 - 新名丈夫、評論家、記者（* 1906年）
- 1983年 - ジョージ・バランシン、バレエ振付師（* 1904年）
- 1983年 - 青江舜二郎、劇作家、評論家（* 1904年）
- 1983年 - 黒柳守綱、ヴァイオリニスト（* 1908年）
- 1983年 - マディ・ウォーターズ、ブルースシンガー、ギタリスト（* 1915年）
- 1984年 - スマイリー小原、ジャズミュージシャン（* 1921年）
- 1985年 - 菊池一雄、彫刻家（* 1908年）
- 1989年 - 檜垣正一、実業家、元今治造船社長（* 1901年）
- 1989年 - 李方子、皇族（* 1901年）
- 1989年 - 島ひろし、漫才師（ミスワカサ・島ひろし）（* 1921年）
- 1989年 - 殿山泰司、俳優、エッセイスト（* 1915年）
- 1989年 - セルジオ・レオーネ、映画監督（* 1929年）
- 1990年 - 河合義隆、映画監督、演出家（* 1947年）
- 1991年 - 務臺光雄、実業家、大阪讀賣新聞社初代社長、元読売新聞社社長（* 1896年）
- 1992年 - 大杉勝男、プロ野球選手（* 1945年）
- 1993年 - 野田信夫、経営学者、元成蹊大学学長（* 1893年）
- 1993年 - 梅園龍子、女優（* 1915年）
- 1994年 - 目加田誠、古典中国文学者、九州大学名誉教授（* 1904年）
- 1994年 - リチャード・スカーリー、児童文学作家（* 1919年）
- 1994年 - ローランド・ラッツェンバーガー、F1ドライバー（* 1960年）
- 1999年 - 根本陸夫、プロ野球選手、監督（* 1926年）
- 2003年 - 美坂哲男、作家（* 1920年）
- 2004年 - ボリス・ペルガメンシコフ、チェリスト（* 1948年）
- 2005年 - 矢口純、編集者、エッセイスト（* 1921年）
- 2006年 - ジャン＝フランソワ・ルヴェル、思想史家、哲学者（* 1924年）
- 2006年 - プラムディヤ・アナンタ・トゥール、小説家（* 1925年）
- 2006年 - コリーヌ・レイ＝ベレット、アルペンスキー選手（* 1972年）
- 2007年 - ゴードン・スコット、俳優（* 1926年）
- 2007年 - 服部良子、ミュージカル女優（* 1951年）
- 2007年 - グレゴリー・ルマルシャル、歌手（* 1983年）
- 2009年 - ヴァニーシア・バーニー、教育者（* 1918年）
- 2009年 - ヘンク・ネイダム、自転車ロードレース選手（* 1935年）
- 2010年 - フランツ・バウアー＝トイスル、指揮者（* 1928年)
- 2010年 - 安藤忠恕、政治家、公選第16代宮崎県知事（* 1941年)
- 2011年 - エルネスト・サバト、作家（* 1911年）
- 2011年 - マイク・クレスニック、プロ野球選手（* 1931年）
- 2011年 - 引地良一、実業家、亀屋万年堂社長（* 1942年）
- 2011年 - 相原信洋、 アニメーション作家（* 1944年）
- 2012年 - 辻武寿、宗教家、政治家、小学校教員（* 1918年）
- 2012年 - 石田種生、舞踊家、振付家（* 1929年）
- 2012年 - アレクサンドル・ダーレ・オーエン、競泳選手（* 1985年）
- 2014年 - 葛井欣士郎、映画館経営者、映画・演劇プロデューサー（* 1925年）
- 2014年 - 渡辺淳一、小説家（* 1933年）
- 2014年 - 九條今日子、女優、演劇プロデューサー（* 1935年）
- 2015年 - 浦井洋、政治家、医師（* 1927年）
- 2015年 - ベン・E・キング、歌手（* 1938年）
- 2016年 - 竹内宏、経済学者、評論家、キャスター、上海師範大学名誉教授（* 1930年）
- 2016年 - 佐々木忠次、舞台監督、元東京バレエ団総監督（* 1933年）
- 2016年 - 村上博基、翻訳家（* 1936年）
- 2016年 - ハロルド・クロトー、化学者、ノーベル化学賞受賞者（* 1939年）
- 2017年 - ウーリー・ステック、登山家（* 1976年）
- 2018年 - 木下忠司、作曲家（* 1916年）
- 2018年 - 荒瀬邦喜、実業家、元兼松エレクトロニクス社長（* 1929年）
- 2018年 - 東海林修、作曲家、編曲家、シンセサイザー奏者（* 1932年）
- 2018年 - 小野田隆、実業家、元住友海上火災保険社長（* 1932年）
- 2019年 - 石川正信[7]、実業家、元ビデオリサーチ社長（* 1926年または1927年）
- 2019年 - 床寿、床山（* 1943年）
- 2019年 - ピーター・メイヒュー、俳優（* 1944年）
- 2020年 - トニー・アレン、ドラマー、作曲家（* 1940年）
- 2020年 - リシ・カプール、俳優、映画監督、映画プロデューサー（* 1952年）
- 2020年 - 善竹富太郎、大藏流狂言師（* 1979年）
- 2021年 - 中村充、農学者、福井県立大学名誉教授、元水産庁水産工学研究所長（* 1928年）
- 2021年 - エリ・ブロード、実業家、美術品収集家、慈善活動家（* 1933年）
- 2021年 - アンソニー・ペイン、作曲家（* 1936年）
- 2021年 - 立花隆、ジャーナリスト、ノンフィクション作家、評論家（* 1940年）
- 2021年 - 川井重勇、政治家（* 1947年）
- 2021年 - コーム・チュアンチューン、俳優、コメディアン（* 1958年）
- 2022年 - 島田晴夫、マジシャン（* 1940年）
- 2022年 - ミノ・ライオラ、FIFA公認サッカー選手代理人（* 1967年）
- 2023年 - ラルフ・ボストン、走り幅跳び選手、1960年ローマ五輪金メダリスト（* 1939年）
- 2023年 - 石田博三、プロ野球選手（* 1939年）
- 2023年 - 松田博、社会思想史学者、立命館大学名誉教授（* 1942年）
- 2024年 - 田村はつゑ、調理師、食堂経営者（* 1935年）
- 2024年 - ポール・オースター、小説家、詩人（* 1947年）
- 2024年 - 武田花、写真家、エッセイスト（* 1951年）
- 2024年 - 今江冬子、舞台女優（* 1963年）
- 2025年 - 田中英道、美術史家、東北大学名誉教授（* 1942年）
- 2025年 - ジョー・ルイス・ウォーカー -ブルース・ギタリスト、歌手（* 1949年）
- 2025年 - 潟山英清、実業家、元京葉ガス社長（* 1953年）

### 人物以外（動物など）
- 2008年 - リンリン、ジャイアントパンダ（* 1985年）
- 2020年 - スエヒロジョウオー、競走馬（* 1990年）

## 記念日・年中行事

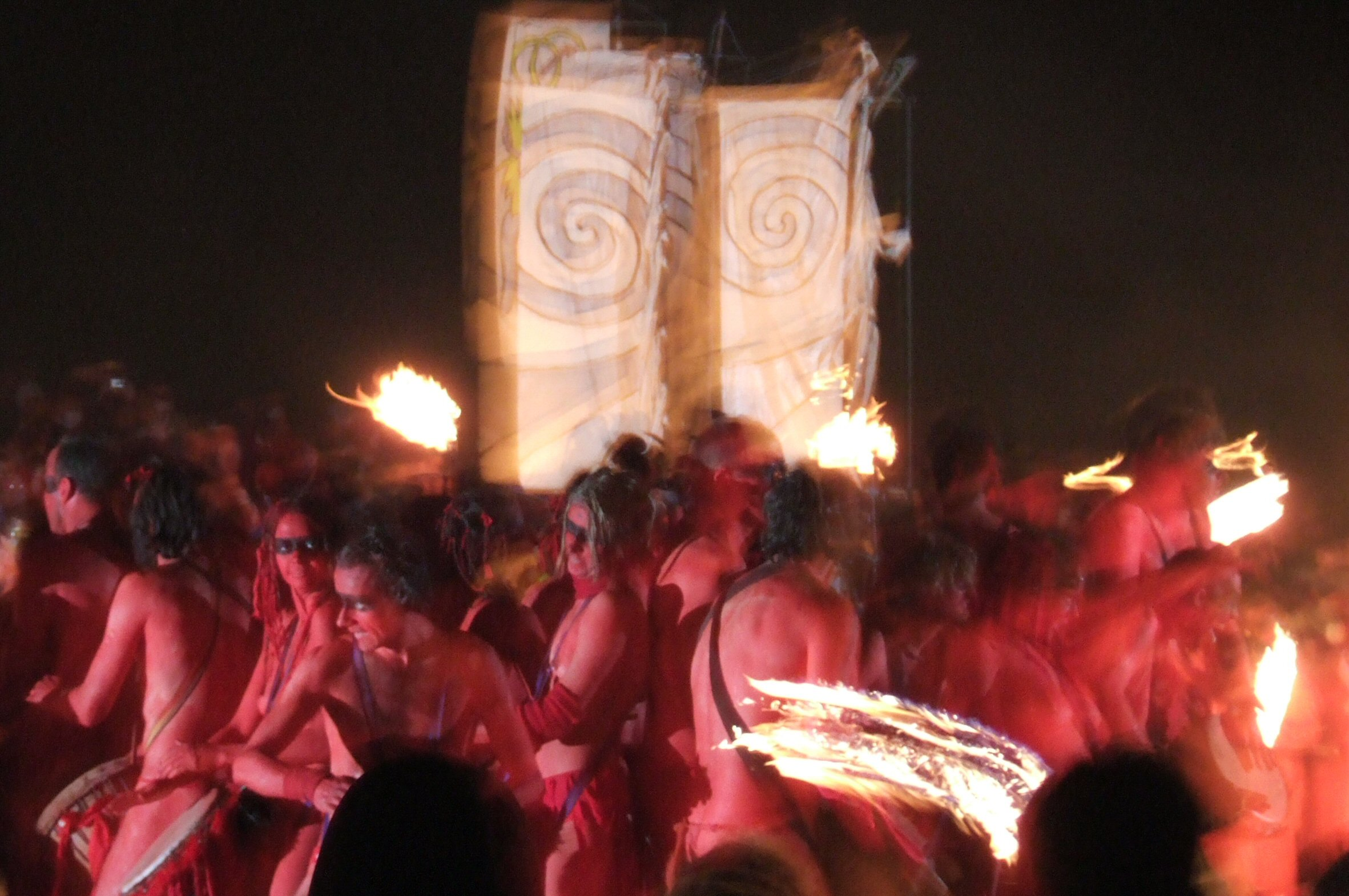
ケルトの祝日、ビールテーヌイブ

- 国王誕生日（ スウェーデン）
スウェーデン国王カール16世グスタフの誕生日。
- (旧)女王誕生日（ オランダ）
オランダ女王ベアトリクスが1980年に即位した日であり、前女王ユリアナの誕生日。現女王ベアトリクスの誕生日は1月31日であるが、4月30日にあわせて祝われる。2013年のウィレム＝アレクサンダーの即位に伴い4月27日に変更され、名称も「国王誕生日」（王の日）となった。
- 南部解放記念日（英語版）（ ベトナム）
1975年のこの日、南ベトナムの首都サイゴンが陥落し、ベトナム戦争が北ベトナムの勝利で終結したことを記念。
- カメロン記念日（ フランス）
1863年のこの日のカマロンの戦いを記念。メキシコ出兵において補給物資輸送部隊の護衛をしていた65名のフランス外人部隊と2,000名のメキシコ軍部隊が戦闘したが、外人部隊は降伏勧告を拒否し、メキシコ軍を釘付けにして輸送部隊に攻撃の手が及ぶことを防いだ。
- 教師の日（ パラグアイ）
- 図書館記念日（ 日本）
1950年4月30日に図書館法が公布されたことから。1971年に制定。
- 春の到来を祝う祭
  - ヴァルプルギスの夜（中欧・東欧）
  - 春到来祭（スカンジナビア）
  - ビールテーヌイブ（英語版）（ケルト）
- 葉酸たまごの日
葉酸たまご（ようさんたまご）、つまり、「よう (4) さん (3) たまご (0) 」の語呂合わせ。胎児の先天障害のリスクを減らす栄養素「葉酸」を効果的に摂取できる栄養機能性食品「葉酸たまご」は、この日を中心にイベントを行っている。
- 国際ジャズ・デー
2012年11月にユネスコが制定。